# Herbert Alton Meyer

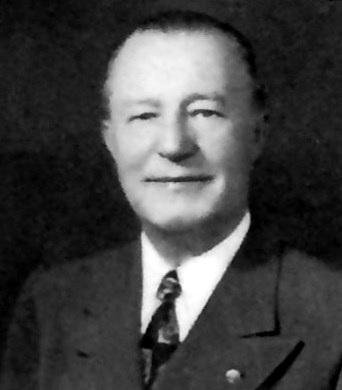
Herbert Alton Meyer (1949)

Herbert Alton Meyer (* 30. August 1886 in Chillicothe, Ohio; † 2. Oktober 1950 in Bethesda, Maryland) war ein US-amerikanischer Politiker. Zwischen 1947 und 1950 vertrat er den dritten Wahlbezirk des Bundesstaates Kansas im US-Repräsentantenhaus.

## Werdegang
Herbert Meyer besuchte die Grundschule in Washington, D.C. und danach zwischen 1900 und 1904 die Staunton Military Academy in Staunton (Virginia). Zwischen 1905 und 1908 studierte er an der George Washington University in Washington und anschließend bis 1910 an der National University Jura. In diesem Jahr wurde er auch als Rechtsanwalt zugelassen.
Zwischen 1915 und 1917 arbeitete er für das Innenministerium der Vereinigten Staaten. Während des Ersten Weltkrieges war Meyer Hauptmann im Fliegerkorps der US Army. In den Jahren zwischen 1919 und 1937 war er im Vorstand einer Firma, die Öl vermarktete. Im Jahr 1940 gab er die Zeitung „Independence Daily Reporter“ heraus.
Meyer war Mitglied der Republikanischen Partei. Bei den Kongresswahlen des Jahres 1946 wurde er als deren Kandidat im dritten Distrikt von Kansas in das US-Repräsentantenhaus gewählt, wo er am 3. Januar 1947 die Nachfolge von Thomas Daniel Winter antrat. Nachdem er 1948 wiedergewählt worden war, konnte er bis zu seinem Tod am 2. Oktober 1950 im Kongress verbleiben. Sein Abgeordnetenmandat ging dann an Myron V. George.